# Aeroportul Municipal Marshfield
Aeroportul Municipal Marshfield (IATA: MFI, ICAO: KMFI, FAA LID: MFI) este un aeroport din Marshfield⁠(d), Comitatul Marathon, Wisconsin, Wisconsin, Statele Unite ale Americii ce deservește zona Marshfield⁠(d). Aeroportul a fost tranzitat în 2019 de 2 pasageri. A fost numit după zona deservită.
Situat la o altitudine de 390 m, aeroportul dispune de 2 piste.

## Infrastructură

### Piste
Aeroportul dispune de 2 piste. Pista 05/23 are suprafața de asfalt și dimensiunile 3.597 picioare × 100 picioare. Pista 16/34 are suprafața de asfalt și dimensiunile 5.002 picioare × 100 picioare. 